# اسلاتن
اسلاتن (به هلندی: Sloten) یک محله و روستا در هلند است که در آمستردام واقع شده‌است.